# Benedictijnenabdij Heilige Maria in Ruinen

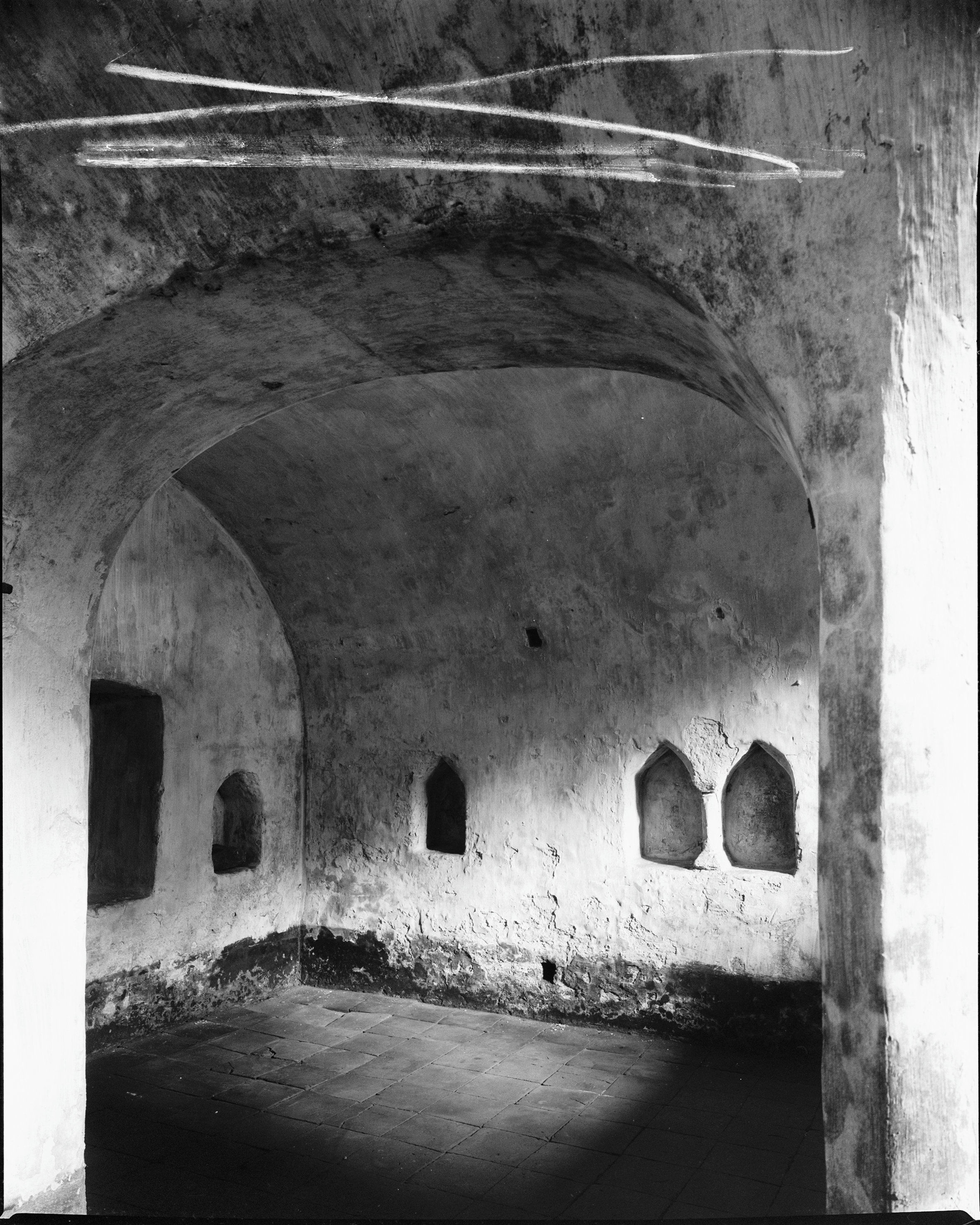
Romaanse kelders in de pastorie van Ruinen

De Benedictijnenabdij Heilige Maria bestond in Ruinen in Drenthe van 1140 tot 1325. De naam van Ruinen was toen Runen.
In de loop van de 12e eeuw kochten de benedictijnen talrijke gronden aan van het kapittel en de bisschop van Utrecht. Het klooster bestond uit een romaans gebouw met een kapel. De naam van abt Henricus is terug te vinden in aankoopacten van die tijd. Vanaf de 13e eeuw huisden er eveneens kloosterzusters met een priorin; Ruinen bezat dus een dubbelklooster. In 1325 verhuisde het klooster naar Dickninge, om onbekende reden. Op de resten van het klooster en de kapel is de Mariakerk gebouwd 100 jaar later(15e eeuw).